# 李灵曜
李靈曜（？—776年），唐朝时人。
早年是汴宋节度使麾下都虞候。大历十一年（776年）五月，汴宋留後田神玉去世，李灵曜杀兵馬使、濮州（今山东鄄城东北）刺史孟鑑，又向北勾结田承嗣。唐廷任命李灵曜为濮州刺史，李不接受，六月朝廷改授其为汴宋留后。灵曜擔任留后，日漸驕慢，又想效法河北三鎮，朝廷命淮西李忠臣、永平李勉、河阳三城使马燧、淮南陈少游、淄青李正己讨之。
這時田承嗣出兵三萬人援救李灵曜，被李忠臣与马燧所败。十月十八日，李忠臣与马燧合军，進軍汴州（今河南省开封市一带）南，攻破李靈曜部。李靈曜兵败逃亡，被李勉軍所俘虏，押送至京师斩首，史稱唐平李靈曜汴州之戰。